# Wachowski
wachowski（ウォシャウスキ）は、日本の男女混成5人組オルタナティヴ・ロック・バンド。藤城アンナ(ex.CY8ER)と井出和幸(ex.映画で見た少女)を中心に結成。2021年に活動開始。

## 概要
- 結成の経緯は、藤城が当時所属していたアイドルグループCY8ERの解散が予定されており、かつ前々からバンド活動を望み活動拠点を探していた。
- 藤城が井出率いるバンド、映画で見た少女のMV「カフカは死んだ」に出演し親交もあり、井出の音楽に惚れ込み、2019年夏頃に声をかけ、メンバーを集め結成に至った。

## メンバー
- 井出和幸（ボーカル・ギター） (ex.映画で見た少女)
- 藤城アンナ（ボーカル・キーボード）(ex.CY8ER、ex.BELLRING少女ハート)
- タニコウタロウ（ギター） (ex.映画で見た少女)
- KOM（ベース）(NATIVExMUSTANGxFuLLNELSON.)
- タロウチバ（ドラムス）(the knowlus)

## 来歴

### 2021年
- 4月17日 - MEMEMION presents[3630.v01] 会場:TOKIO TOKYO(渋谷)[1] - 初公演は、全出演者が結成したばかりでいずれもライブ初披露となった。
- 5月1日(延期)→6月5日 - 「LOLIPOP」mona records×シバノソウ企画「カレーの日vol.4」会場:mona records(下北沢)(acoustic set)[2]
- 6月26日 - 「PLAY VOL.97」会場:渋谷La.mama(渋谷)[3]
- 8月22日 -  ”オリジナルソングのような人生を” 会場:町田CLASSIX(町田)[4]
- 11月20日 - to’morrow music / records主催「to’morrow vol.13」会場:下北沢ERA(下北沢)[5] - この公演でデジタルシングル3ヶ月デジタル配信発表した。

### 2022年
- 1月8日 - [MIUFES!vol1]会場:SHIBUYA DIVE(渋谷)(acoustic set)[6]
- 2月27日 - Total Feedback re:lapse "re:lapse Ⅱ.ep" Release Party 会場:KOENJI HIGH(高円寺)[7]
- 7月17日 - 「とまらない祝祭」会場:渋谷La.mama(渋谷)[8]
- 8月7日 - 「gottsuri FES vol.1」会場:渋谷MilkyWay(渋谷)
- 9月4日 - BILLOW Japan Tour in Tokyo「to'morrow vol.16」会場:Shimokitazawa THREE(下北沢)

## 作品

### シングル
|     | 発売日        | タイトル | 収録曲        | 規格                     | 規格品番 | レーベル     | 収録アルバム |
| --- | ------------- | -------- | ------------- | ------------------------ | -------- | ------------ | ------------ |
| 1st | 2021年1月29日 | 喪失     | 1.喪失 2.再生 | デジタル配信、会場限定CD | 不明     | 自主レーベル | -            |
| 2nd | 2021年12月1日 | 1. 冬    | 1. 冬         | デジタル配信             | 不明     | 自主レーベル | -            |
| 3rd | 2022年1月27日 | 1. scene | 1. scene      | デジタル配信             | 不明     | 自主レーベル | -            |
| 4th | 2021年2月20日 | 1. 碧色  | 1. 碧色       | デジタル配信             | 不明     | 自主レーベル | -            |

### ミュージック・ビデオ
|            | 曲名     | 監督         | リンク                      |
| ---------- | -------- | ------------ | --------------------------- |
| 1st Single | 「喪失」 | マスダレンゾ | wachowski「喪失」 - YouTube |